# Randersvej (Aarhus)
Randersvej er en af de otte radiale hovedveje Grenåvej, Randersvej, Viborgvej, Silkeborgvej, Århus Syd Motorvejen, Skanderborgvej, Gl. Horsens Landevej og Oddervej, der fører ind til Aarhus. Vejen er en del af hovedlandevej 180. I løbet af 2007 blev flere af krydsene på Randersvej forbedret i et forsøg på at håndtere belastningen i myldretiden. 
Randersvej har fem letbanestationer. Universitetsparken Station, Aarhus Universitet Station, Stjernepladsen Station, Stockholmsgade Station, Vandtårnet Station.

## Linjeføring
Randersvej er hovedvejen mellem Randers og Aarhus. På landet er den mest tosporet landevej, men i Skejby mødes den med Søftenvejen i en ottesporet sammenfletning, der udmunder i en firesporet Randersvej, ind mod Aarhus. Siden 2013 har der været busbaner i begge retninger fra lyskrydset Nehrus Allé/Nydamsvej og helt ind til Nørreport i Centrum. Randersvej fører forbi Skejby og fortsætter gennem Christiansbjerg med det gamle vandtårn og slutter med udmunding i Nørrebrogade ved Nobelparken og Aarhus Universitet. Uden for Ring 2 er det tilladt at køre 70 km i timen, hvorimod det mellem Ring 2 og Ring 1 kun er tilladt at køre 60 km i timen.
- Randersvej i Aarhus Nord, februar 2011. I midten af billedet ses den nu fældede blodbøg fra 1898.
- Randersvej nord for Lisbjerg

## Fodnoter
1. ↑  "Krydsforbedringer på Randersvej i Aarhus". Arkiveret fra originalen 18. august 2007. Hentet 8. februar 2009.
2. ↑  http://www.letbanen.dk/rejse/stationer/